# Лаврентьев, Иван Дементьевич
Иван Дементьевич Лаврентьев (10 августа 1925 — 4 марта 2010) — советский военнослужащий, полковник, участник Великой Отечественной войны, почётный гражданин Бердичева (2005).

## Биография
Родился в крестьянской семье в селе Кабаевка, современный Северный район (Оренбургская область). В 1942 году окончил девять классов самаркандской средней школы № 72, продолжил обучение в Ташкентском педагогическом институте на физико-математическом факультете. Но закончить учёбу не удалось — 11 января 1943 года его призвали в ряды РККА.
Воевал в составе 1-го Украинского фронта, участвовал в боях за Бердичев. В звании старшего лейтенанта, будучи командиром взвода управления батареи 423-го миномётного полка, форсировал немецкие реки Одер и Нейсе, штурмовал Берлин, воевал за Прагу.
За боевые заслуги перед награждён орденами Отечественной войны, Красной Звезды, «За мужество», медалями «За боевые заслуги», «За победу над Германией», юбилейными медалями.
После победы продолжил военную службу. К апрелю 1946 года занимал должность начальника метеорологической службы 4-й Артиллерийской дивизии прорыва Верховного командования. Далее проходил службу в должности начальника связи дивизиона Закавказского военного округа, в Туркестанском, Прикарпатском военных округах. В 1970 году служил военным советником по обучению офицеров-артиллеристов армии Судана. В 1971 году в звании полковника уволился в запас и переехал в Бердичев.
Демобилизовавшись, 17 лет работал преподавателем военной подготовки в школе в селе Старый Солотвин.
Был одним из основателей ветеранского движения в Бердичеве, в 1987 году вошёл в состав первой совета городской организации ветеранов. С декабря 1999 по октябрь 2007 года исполнял обязанности председателя городского совета ветеранов войны и труда. Занимался работой по формированию ветеранских организаций Бердичева, принимал активное участие в жизни территориальной общины.
Умер 4 марта 2010 года в Бердичеве, похоронен в военном секторе городского кладбища. В 2011 году на могиле установлена гранитная стела с посвятительной надписью и портретом.